# Верхня Верченка
Верхня Ве́рченка (рос. Верхняя Верченка, ерз. Верхняя Верченка) — присілок у складі Старошайговського району Мордовії, Росія. Входить до складу Шигонського сільського поселення.
Населення — 10 осіб (2010; 23 у 2002).
Національний склад (станом на 2002 рік):
- росіяни — 96 %